# Alekseï Medvedev (cyclisme)
Pour les articles homonymes, voir Medvedev et Alekseï Medvedev.
Alekseï Medvedev (en russe : Алексей Медведев), né le 12 mai 1983, à Moscou, en Union Soviétique, est un coureur cycliste estonien. Spécialiste de VTT cross-country, il est notamment champion d'Europe de cross-country marathon en 2011 et 2018. Il participe également à des courses sur route, sans obtenir de résultats notables.

## Palmarès en VTT

### Championnats du monde
- Graz-Stattegg 2009 
  - 6e du cross-country marathon
- Ornans 2012 
  - 8e du cross-country marathon
- Laissac 2016 
  - 6e du cross-country marathon
- Auronzo 2018 
  - 6e du cross-country marathon
- Grächen 2019 
  - 4e du cross-country marathon

### Championnats d'Europe
- Kleinzell 2011 
  -  Champion d'Europe de cross-country marathon
- Singen 2015 
  - 7e du  cross-country marathon
- Spilimbergo 2018 
  -  Champion d'Europe de cross-country marathon

### Championnats de Russie
- 2009
  - 3e du cross-country
- 2016
  -  Champion de Russie de cross-country marathon
- 2019
  -  Champion de Russie de cross-country marathon